# 陈勇 (1964年2月)
陈勇（1964年2月—），男，汉族，福建平潭人，中华人民共和国政治人物，一级警监，二级律师，二级大检察官。

## 生平
陈勇曾出任福建省司法厅厅长、党委书记兼福建省监狱管理局第一政委。2018年起任山东省人民检察院检察长。2022年7月，接替落马的张本才出任上海市人民检察院检察长。
2018年2月24日，当选为第十三届全国人大代表。